# 水中処分員
水中処分員（すいちゅうしょぶんいん,Explosive Ordnance Disposal diver,EOD）は、アメリカ海軍や海上自衛隊の特技（兵科）のひとつである。本記事では海上自衛隊の水中処分員について記述する。なお。水中処分隊も参照のこと。

## 概要
敷設された機雷や、海中で見つかった不発弾の処理が主な任務である。

## 沿革
- 1954(昭和29)年 - 横須賀基地においてアクアラング（開式スクーバ）による潜水訓練開始
- 1957(昭和32)年　機雷や不発弾の処分技術習得のためアメリカ海軍UDTra(Under Water Demolition Training)課程に隊員を派遣
- 1964(昭和39)年　アメリカ海軍EOD(Explosive Ordnance Disposal)課程に隊員を派遣、技術輸入の本格化
- 1969(昭和44)年　海上自衛隊第1術科学校にて水中処分員の養成開始

## 訓練育成
海上自衛隊では水中処分員は重複可能な特技のひとつとされているため、隊員の中から志願者を選抜して育成する。

### 水中処分員のモットー
適切な判断力、俊敏な行動力で任務を果たして必ず帰還

### 応募資格
1. 健康条件 
  1. 身長158cm以上190cm以下
  2. 視力が両眼とも裸眼で0.3(矯正視力1.0)以上
  3. 肺活量が3500ml以上
  4. 握力が左右とも35kg以上
  5. 肢体に異状のないこと。
2. 水中能力検定 
  1. 25mを潜水したまま泳げること。
  2. 45mを途中4回までの息継ぎで潜水したまま泳げること。
  3. 400mを10分以内で泳げること。(泳法は何でもよい)
  4. 水深3mから5kgの錘を水面まで持ち上げられること。
  5. 足ヒレを使用し背泳ぎの態勢を取り胸に5kgの錘を乗せて水面を25m運搬できること。
3. 再圧タンクにおける3kg/cm2G(水深30m(100ft)の水圧に相当)の圧力に耐えられること。

### 教育課程
幹部自衛官と曹士とで若干教育課程が異なるが、いずれの場合も海上自衛隊第1術科学校にて養成される。
海曹・海士の場合、最初に「海曹士専修科開式スクーバ課程」(約7週間)にて訓練を受ける。次に「海曹士特修科潜水課程」(約14週間)にて訓練を受ける。それから更に上級の課程である「専修科水中処分課程」(約12週間)を経て水中処分員となる。
幹部自衛官の場合は「開式スクーバ課程」が無く、「幹部特修科潜水課程」(約14週間)から始まる。その後は「専修科水中処分課程」(約12週間)を経て水中処分員となる。

## 主要装備
- 開式スクーバ潜水器
- デマンド潜水器
- 半閉式潜水器

その他、一部の装備品は特別警備隊と共通である。